# کاپا ماهی
کاپا ماهی یک ستاره است که در صورت فلکی ماهی قرار دارد.